# Andes (Nowy Jork)
Andes – miasto w Stanach Zjednoczonych, w stanie Nowy Jork, w hrabstwie Delaware.